# Lamar Jackson
Pour les articles homonymes, voir Jackson.
(en) Statistiques sur pro-football-reference
Lamar Demeatrice Jackson Jr., né le 7 janvier 1997 à Pompano Beach (Floride), est un joueur professionnel américain de football américain évoluant au poste de quarterback pour les Ravens de Baltimore dans la National Football League (NFL).
Au niveau universitaire, il a joué pour les Cardinals de Louisville dans la NCAA Division 1 FBS. Lors de son année sophomore en 2016, il remporte le trophée Heisman, le prix Maxwell Award et le prix Walter Camp Award. Il est également sélectionné dans la première équipe All-America en 2016.
Il est sélectionné en 32e choix global lors du premier tour de la draft 2018 de la NFL par la franchise des Ravens de Baltimore. En 2023, il signe une prolongation de contrat d'une durée de cinq ans pour un montant de 260 millions de dollars, ce qui fait de lui le joueur le mieux payé de la NFL.

## Biographie

### Jeunesse
Lamar Demeatrice Jackson Jr. naît le 7 janvier 1997 à Pompano Beach, dans le comté de Broward, en Floride. Il rentre à l'école secondaire de Boynton Beach, en Floride. Il est côté par Rivals.com comme une recrue quatre étoiles et il entre alors à l'université de Louisville, dans le Kentucky, pour y jouer au football américain de niveau universitaire,.
Au cours de ses deux années en école secondaire au Boynton Beach High School, Lamar Jackson joue comme quarterback et lance pour un total de 31 touchdowns, inscrit 22 touchdowns à la course et obtient une évaluation de 102,7. Il lance pour un gain de plus de 2000 yards.

### Carrière universitaire

#### 2015
Comme freshman à Louisville en 2015, Lamar Jackson joue 12 matchs, dont 8 comme titulaire. Il complète 135 passes sur les 247 tentées pour un gain global de 1 840 yards et 12 touchdowns contre 8 interceptions. Il gagne également 960 yards et inscrit 11 touchdowns supplémentaire à la course.
Il est désigné most valuable player (MVP) du Music City Bowl 2015, gagnant 227 yards et inscrivant 2 touchdowns à la passe ainsi que 226 yards et 2 autres touchdowns à la course, un record du Music City Bowl,.

#### 2016
Lors du premier match de saison régulière contre les UNC-Charlotte 49ers, le quarterback Sophomore inscrit 8 touchdowns sur la seule première mi-temps, établissant un nouveau record pour son université. Contre les Orange de Syracuse, Lamar Jackson complète 20 des 39 passes tentées pour un gain global de 411 yards, inscrit un touchdown contre une interception, gagne 199 yards et inscrit 4 autres touchdowns à la course, les 5 touchdowns étant de nouveau inscrits en première mi-temps.
Contre les Seminoles de Florida State, Lamar Jackson complète 13 des 20 passes tentées pour un gain global de 216 yards, inscrivant trois touchdowns pour une interception, et gagne 146 yards en inscrivant 4 autres touchdowns à la course. Quatre des cinq touchdowns ont été inscrits en première mi-temps. Ce match fait de lui le favori à la course au trophée Heisman et permet aux Cardinals de Louisville d'être classés troisièmes dans les divers classements nationaux, leur meilleur classement depuis 2006.
Contre le Thundering Herd de Marshall, Lamar Jackson complète 24 des 44 passes tentées pour un gain global de 417 yards en inscrivant 5 touchdowns, et gagne également 62 yards en inscrivant 2 autres touchdowns à la course. Contre les Tigers de Clemson, cinquièmes, l'attaque des Cardinals de Louisville gagne 586 yards, dont 295 yards à la passe et 162 yards à la course par Lamar Jackson. Il inscrit un touchdown à la passe et deux à la course, mais ne peut éviter la défaite de son équipe 42 à 36.
Le 8 décembre 2016, les prix du Walter Camp Award (joueur de l'année) et du Maxwell Award (meilleur joueur du football universitaire) lui sont décernés.
Le 10 décembre 2016, Lamar Jackson remporte le trophée Heisman, devançant Deshaun Watson, Dede Westbrook, Jabrill Peppers, et Baker Mayfield. Il devient ainsi le premier joueur des Cardinals de Louisville à remporter ce prix. À 19 ans et 337 jours, il est également le plus jeune joueur à remporter ce trophée.

#### 2017
Avant le début de la saison, les fans et les médias avaient mis de grands espoirs en Lamar Jackson lequel allait commencer son année junior. Le premier test se déroule lors du premier match à domicile le 16 septembre 2017 contre les champions nationaux en titre, les Tigers de Clemson. Malgré la défaite des Cardinals de Louisville 21 à 47, Lamar Jackson ne n'en laisse pas affecté et conserve toutes ses capacités à jouer à un haut niveau. Ses statistiques remarquables lui permettent d'être sélectionné à nouveau parmi les finalistes du trophée Heisman de la saison 2017. Lamar Jackson joue les 13 matchs de la saison, terminant avec un bilan de 3 660 yards et 27 touchdowns contre 10 interceptions.

### Carrière professionnelle

#### Draft 2018
Le 5 janvier 2018, Lamar Jackson annonce officiellement qu'il va se présenter à la draft 2018 de la NFL. Il est sélectionné en tant que 32e choix global lors du premier tour par les Ravens de Baltimore,. Il est le cinquième quarterback sélectionné lors de cette draft.
| Taille             | Poids             | Bras              | Main             | Sprint   | Sprint   | Sprint   | Shuttle 20 yards | 3 cones drill | Détente   | Détente     | Développé couché | Test Wonderlic |
| Taille             | Poids             | Bras              | Main             | 40 yards | 10 yards | 20 yards | Shuttle 20 yards | 3 cones drill | verticale | horizontale | Développé couché | Test Wonderlic |
| 1,87 m (6 ft 2 in) | 97,97 kg (216 lb) | 24,13 cm (9,5 in) | 84,15 (33,13 in) | -        | -        | -        | -                | -             | -         | -           | -                | -              |

#### Ravens de Baltimore

##### 2018

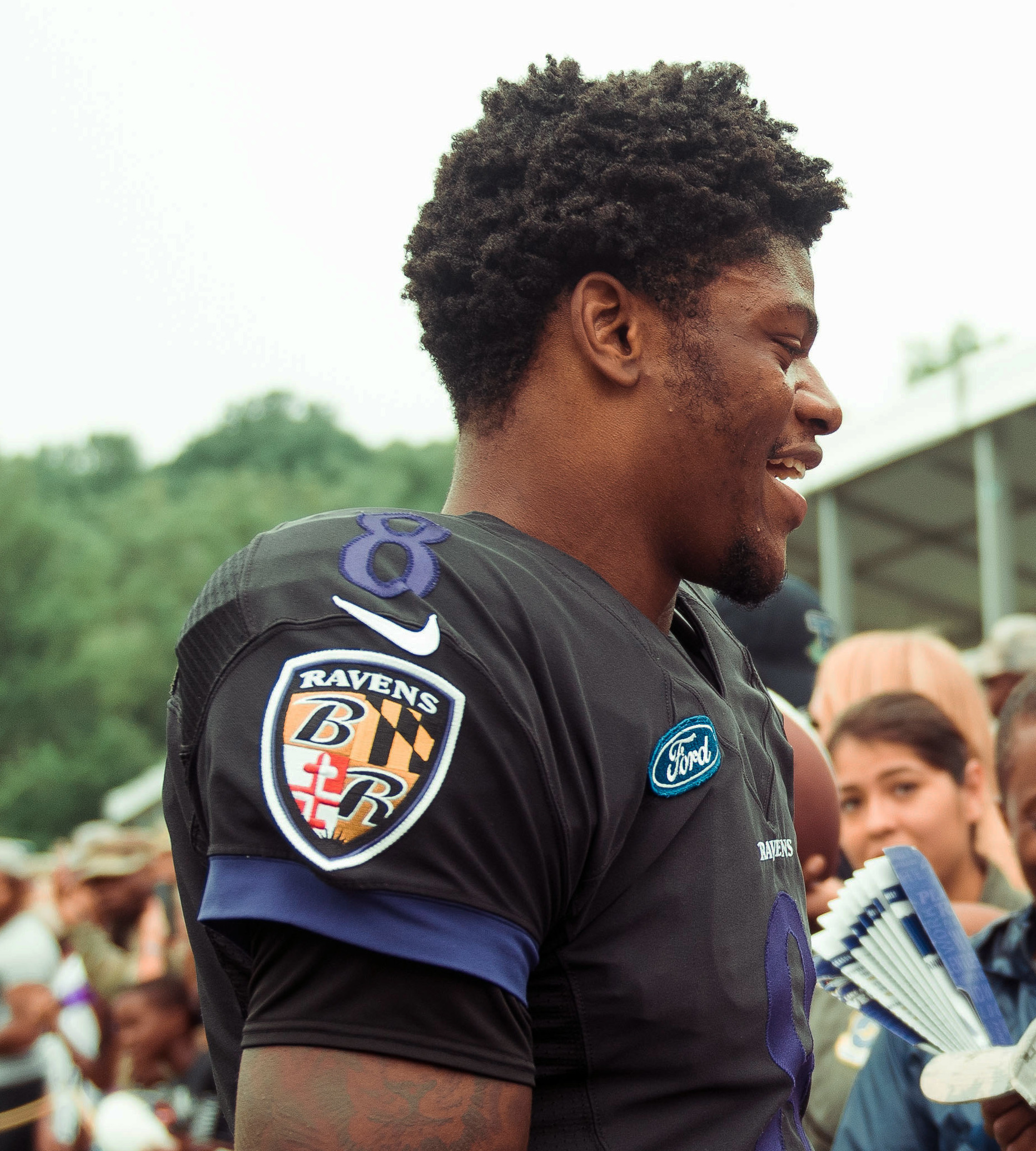
Lamar Jackson pendant le camp d'entraînement des Ravens de Baltimore (2018).

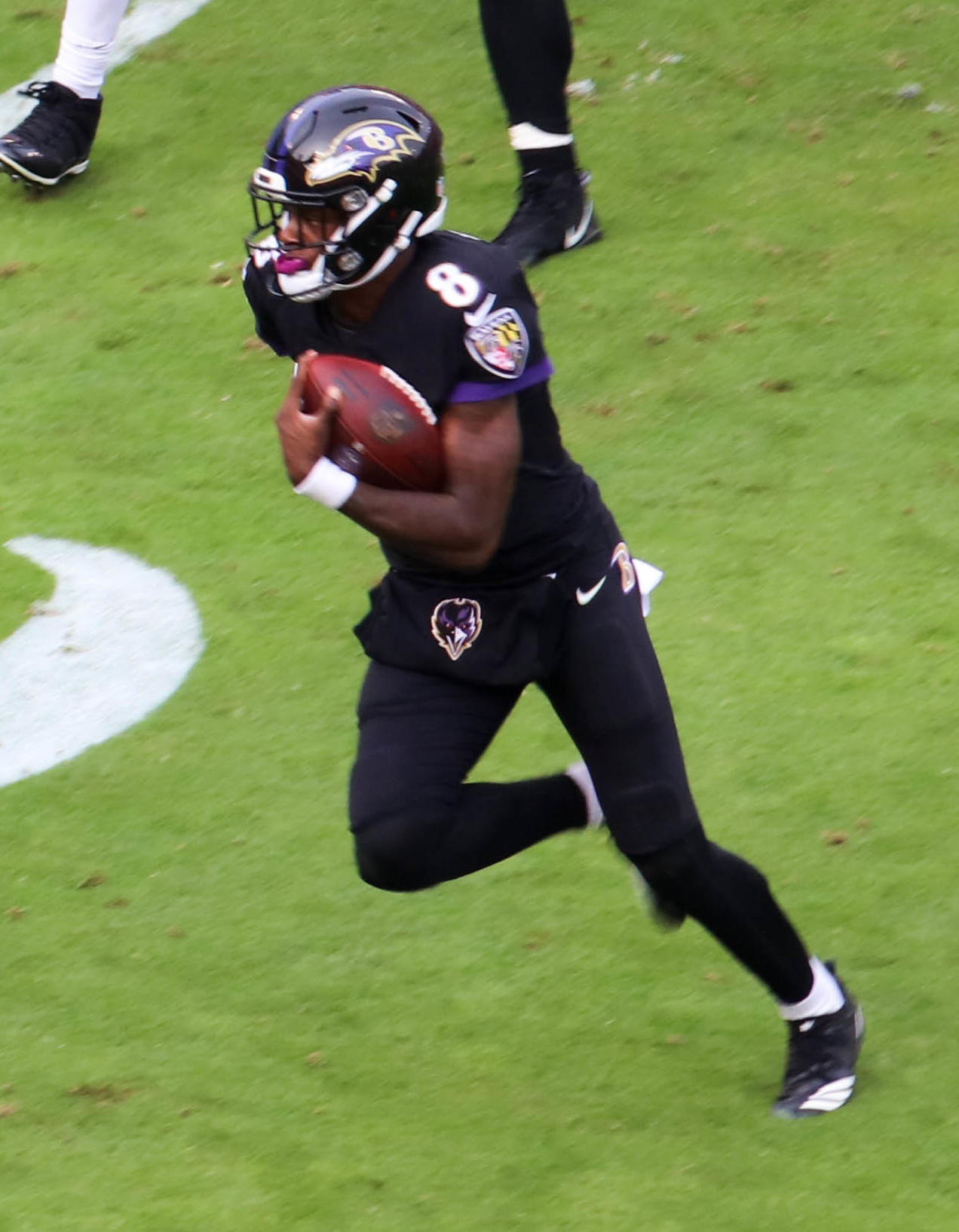
Lamar Jackson effectuant une course lors du match contre les Bengals de Cincinnati (2018).

Lamar Jackson participe à son premier match professionnel lorsqu'il remplace en seconde mi-temps le quarterback titulaire Joe Flacco lors du match contre les Bills de Buffalo durant la victoire de 47 à 3. Il y gagne 24 yards à la passe et 39 à la course. En 7e semaine, il inscrit son premier touchdown dans la National Football League (NFL) à la suite d'une course d'un yard lors de la défaite 23 à 24 face aux Saints de La Nouvelle-Orléans.
Lamar Jackson inscrit la semaine suivante son premier touchdown à la suite d'une passe de 26 yards réceptionnée par le tight end débutant Hayden Hurst. Il avait remplacé Joe Flacco au cours du quatrième quart-temps du match joué contre les Panthers de la Caroline, une défaite de 21 à 36.
Le 18 novembre 2018, Lamar Jackson est nommé titulaire pour la première fois de sa carrière en NFL. Il joue contre les Bengals de Cincinnati, car Joe Flacco s'était blessé à la hanche deux semaines plus tôt lors du match contre les Steelers de Pittsburgh. Il réussit 13 de ses 19 passes tentées pour un gain de 150 yards, est intercepté à une reprise, gagne 117 yards à la course, un record de la franchise en nombre de yards gagnés à la course par un quarterback en un match, et son équipe remporte le match 24 à 21.
La semaine suivante contre les Raiders d'Oakland, Lamar Jackson lance pour 178 yards, inscrit un touchdown pour deux interceptions. Il gagne également 71 yards et inscrit un touchdown à la course. Les Ravens de Baltimore remportent le match 34 à 17. En 13e semaine contre les Falcons d'Atlanta, Lamar Jackson lance pour 125 yards, gagne 75 yards à la course et inscrit un touchdown, remportant à nouveau la victoire 26 à 16. En 14e semaine, lors d'une défaite en prolongation de 24 à 27 contre les Chiefs de Kansas City, il inscrit deux touchdowns à la passe pour la première fois de sa carrière.
Lamar Jackson aide les Ravens de Baltimore à battre 22 à 10 les Chargers de Los Angeles en 16e semaine, complétant 12 passes sur les 22 tentées, gagnant 204 yards, tout en inscrivant un touchdown à la passe. La semaine suivante contre le quarterback débutant Baker Mayfield et les Browns de Cleveland, il gagne 179 yards à la passe. Il inscrit deux touchdowns et gagne 95 yards par la course malgré un fumble à proximité de la ligne d'en-but qui l’empêche d'inscrire un troisième touchdown. Les Ravens de Baltimore gagnent néanmoins le match 26 à 24 et remportent le titre de champions de la division AFC Nord qui leur donne accès aux éliminatoires.
Lamar Jackson remporte six des sept matchs de saison régulière en tant que titulaire. Au total, il a gagné 1 201 yards et inscrit six touchdowns à la passe pour trois interceptions. De plus, il est le quarterback de la NFL à avoir gagné le plus de yards à la course puisqu'il comptabilise 695 yards. Il a également inscrit cinq touchdowns à la course.
En éliminatoires, les Ravens de Baltimore reçoivent chez eux les Chargers de Los Angeles, qu'ils avaient déjà rencontrés en saison régulière, lors du tour préliminaire. Bien qu'il ait été limité à un gain de 25 yards à la passe par la solide défense des Chargers de Los Angeles, Lamar Jackson, lors du quatrième quart-temps, réussit à inscrire deux touchdowns à la passe en quatre minutes de jeu. Les Ravens de Baltimore, qui étaient menés de 20 points, reviennent à six points. Ils forcent alors les Chargers de Los Angeles à faire un punt alors qu'il ne reste qu'une minute de jeu. Les Ravens de Baltimore obtiennent donc une chance de revenir au score, mais Lamar Jackson est victime d'un sack par le linebacker adverse Uchenna Nwosu et commet un fumble permettant aux Chargers de Los Angeles de récupérer le ballon. Ceux-ci remportent le match 27 à 17 et éliminent les Ravens de Baltimore. Lors de ce match, Lamar Jackson réussit 14 des 29 passes tentées pour un gain de 194 yards. Il a inscrit deux touchdowns pour une interception, perdu un fumble et gagné 54 yards supplémentaires à la course.
Dès la fin de saison 2018, le personnel d'encadrement décide d'abandonner la stratégie offensive mise en place pour le quarterback Joe Flacco et créent une nouvelle philosophie offensive centrée autour des compétences spécifiques de Lamar Jackson. La mise en place de cette nouvelle philosophie a impliqué la modification de chaque action de jeu du livre de jeu (playbook) et des terminologies utilisées avec des choix spécifiques de joueurs lors de la draft ou lors d'acquisition d'agents libres, ceux-ci complétant les compétences de Lamar Jackson,.

##### 2019

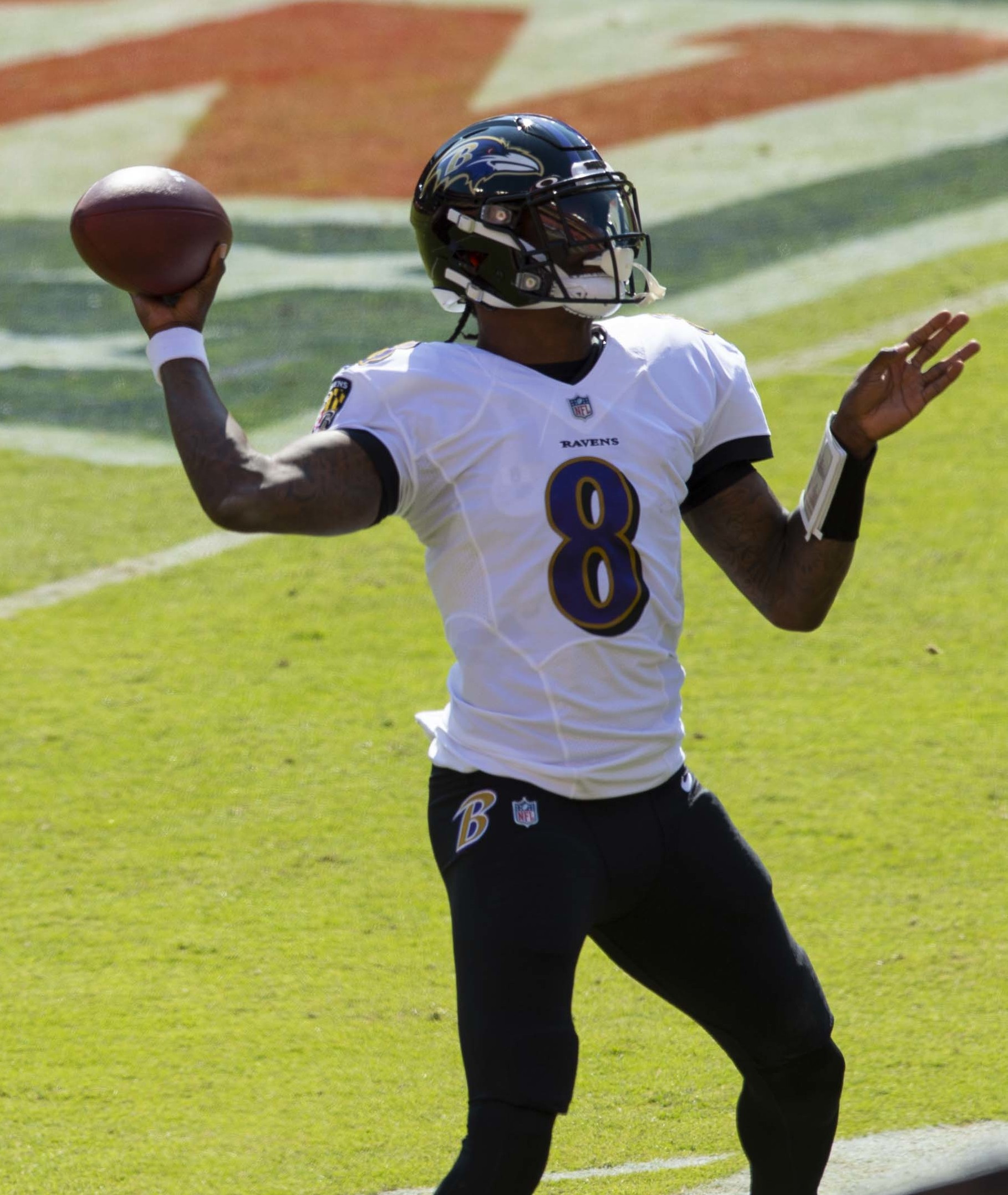
Lamar Jackson face aux Commanders de Washington (2020).

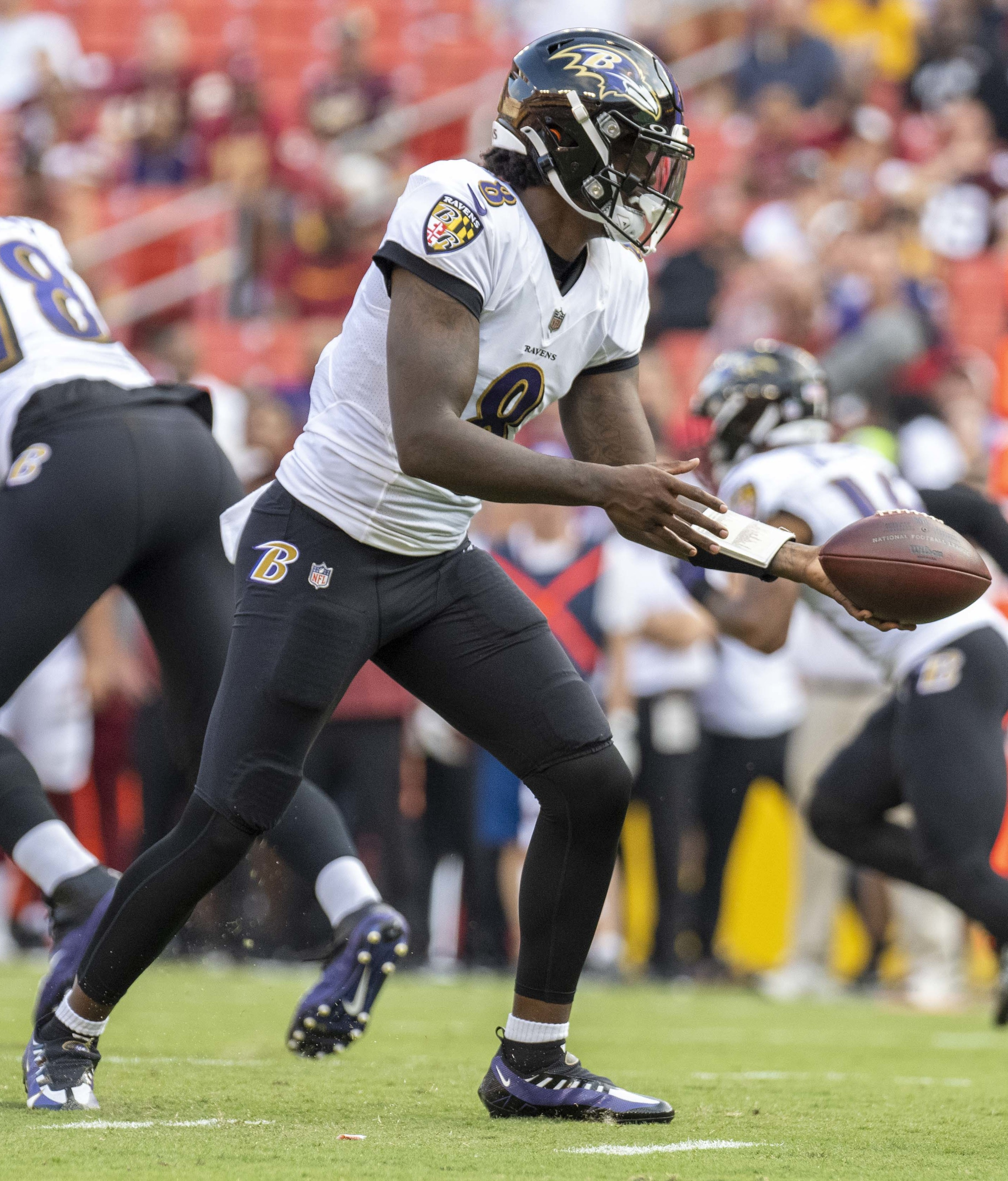
Lamar Jackson lors d'un match d'avant-saison contre les Commanders de Washington (2021).

##### 2021
Le 30 avril 2021, les Ravens de Baltimore exercent l'option de cinquième année du contrat de Lamar Jackson d'une valeur garantie de 23 millions de dollars pour la saison 2022,. Lamar Jackson est diagnostiqué positif au Covid-19 vers le début du camp d'entraînement.
Au cours de la 1re semaine et la défaite 27 à 33 face aux Raiders de Las Vegas, Lamar Jackson totalise un gain de 235 yards par la passe, 86 yards par la course, un touchdown par la passe et perd deux de ses trois fumbles.
Contre les Chiefs de Kansas City en 2e semaine, Lamar Jackson termine avec 239 yards par la passe, 107 yards par la course, commet deux interceptions et inscrit trois touchdowns au total permettant aux Ravens de Baltimore de gagner le match 36 à 35.
Contre les Lions de Détroit en 3e semaine, Lamar Jackson termine avec 287 yards par la passe et 58 à la course, inscrit un touchdown par la passe. Les Ravens de Baltimore gagnent 19 à 17, Justin Tucker, botteur des Ravens de Baltimore, inscrivant dans les dernières secondes du match un punt de 66 yards (record de la NFL).
Deux semaines plus tard contre les Colts d'Indianapolis, Lamar Jackson gagne 442 yards par la passe établissant son record en carrière et le record de sa franchise. Il inscrit quatre touchdowns et gagne 62 yards supplémentaire à la course permettant aux Ravens de Baltimore de remporter le match au terme de la prolongation sur le score de 63 à 25 après avoir résorbé un déficit de 19 points. Lamar Jackson devient également le premier quarterback à avoir un pourcentage de passes réussies de plus de 85% alors qu'il a tenté plus de 40 passes,. L'entraîneur des Ravens de Baltimore, John Harbaugh, qualifie la performance de Lamar Jackson comme l'une des plus grandes qu'il ait jamais vues.
La semaine suivante, Lamar Jackson établit le record du plus grand nombre de victoires par un quarterback titulaire âgé entre 25 et 35 ans à la suite de la victoire 34 à 6 contre les Chargers de Los Angeles. Au cours de la 12e semaine (victoire 16 à 10 contre les Browns de Cleveland), Lamar Jackson est intercepté à quatre reprises, son record en carrière.
À nouveau contre les Browns de Cleveland en 14e semaine (défaite 22 à 24), Lamar Jackson se blesse à la cheville après avoir un contact avec Jeremiah Owusu-Koramoah dans le premier quart temps et manque le reste du match. Cette blessure lui fait manquer le reste de la saison. Lamar Jackson est sélectionné pour la deuxième fois au Pro Bowl.

##### 2023
Le 27 avril 2023, les Ravens de Baltimore annoncent officiellement que Lamar Jackson a accepté un nouveau contrat de cinq ans,,,. Selon certaines informations, son contrat s'élèverait à 260 millions de dollars, soit une moyenne de 52 millions par an, faisant désormais de Lamar Jackson le joueur le mieux payé de l'histoire de la NFL,,,. Il n'a toutefois pas reçu le contrat entièrement garanti qu'il aurait souhaité puisque son nouveau contrat ne comprend qu'environ 185 millions de dollars d'argent garanti, selon la personne ayant connaissance des termes du contrat,,.

## Statistiques

### NCAA
| Année          | Équipe         | MJ |         | Passes   | Passes | Passes | Passes | Passes | Passes | Passes  |       | Courses | Courses | Courses | Courses |
| Année          | Équipe         | MJ | Tentées | Réussies | Pct.   | Yards  | TD     | Int.   | Éval.  | Tentées | Yards | Moy.    | TD      |         |         |
| 2015           | Louisville     | 12 | 0 247   | 135      | 54,7   | 1 840  | 12     | 08     | 126,8  | 163     | 0 960 | 5,9     | 11      |         |         |
| 2016           | Louisville     | 13 | 0 409   | 230      | 56,2   | 3 543  | 30     | 09     | 148,8  | 260     | 1 571 | 6,0     | 21      |         |         |
| 2017           | Louisville     | 13 | 0 430   | 254      | 59,1   | 3 660  | 27     | 10     | 146,6  | 232     | 1 601 | 6,9     | 18      |         |         |
| Totaux en NCAA | Totaux en NCAA | 38 | 1 086   | 619      | 57,1   | 9 043  | 69     | 27     | 142,9  | 655     | 4 132 | 6,3     | 50      |         |         |

### NFL
| Année                       | Équipe                      | MJ |                 | Passes          | Passes          | Passes          | Passes          | Passes          | Passes          | Passes          |                 | Courses         | Courses         | Courses | Courses |     | Sacks  | Sacks |  | Fumbles | Fumbles |
| Année                       | Équipe                      | MJ | Tentées         | Réussies        | Pct.            | Yards           | TD              | Int.            | Éval.           | Tentées         | Yards           | Moy.            | TD              | Nb.     | Yards   | Nb. | Perdus |       |  |         |         |
| 2018                        | Ravens de Baltimore         | 16 | 170             | 099             | 58,2            | 1 201           | 06              | 03              | 084,5           | 147             | 0 695           | 4,7             | 5               | 16      | 071     | 12  | 4      |       |  |         |         |
| 2019                        | Ravens de Baltimore         | 15 | 401             | 265             | 66,1            | 3 127           | 36              | 06              | 113,3           | 176             | 1 206           | 6,9             | 7               | 23      | 106     | 09  | 2      |       |  |         |         |
| 2020                        | Ravens de Baltimore         | 15 | 376             | 242             | 64,4            | 2 757           | 26              | 09              | 099,3           | 159             | 1 005           | 6,3             | 7               | 29      | 160     | 10  | 4      |       |  |         |         |
| 2021                        | Ravens de Baltimore         | 12 | 382             | 246             | 64,4            | 2 882           | 16              | 13              | 087,0           | 133             | 0 767           | 5,8             | 2               | 38      | 190     | 06  | 3      |       |  |         |         |
| 2022                        | Ravens de Baltimore         | 12 | 326             | 203             | 62,3            | 2 242           | 17              | 07              | 091,1           | 112             | 0 764           | 6,8             | 3               | 26      | 114     | 05  | 2      |       |  |         |         |
| 2023                        | Ravens de Baltimore         | 16 | 457             | 307             | 67,2            | 3 678           | 24              | 07              | 102,7           | 148             | 0 821           | 5,5             | 5               | 37      | 218     | 11  | 6      |       |  |         |         |
| 2024                        | Ravens de Baltimore         | ?  | Saison en cours | Saison en cours | Saison en cours | Saison en cours | Saison en cours | Saison en cours | Saison en cours | Saison en cours | Saison en cours | Saison en cours | Saison en cours | ?       | ?       | ?   | ?      |       |  |         |         |
| Totaux Saisons NFL / Ravens | Totaux Saisons NFL / Ravens | 86 | 2 115           | 1 362           | 64,5            | 15 887          | 125             | 45              | 098,0           | 875             | 5 258           | 6,0             | 29              | 169     | 859     | 53  | 21     |       |  |         |         |

| Année               | Équipe              | MJ |                      | Passes               | Passes               | Passes               | Passes               | Passes               | Passes               | Passes               |                      | Courses              | Courses              | Courses | Courses |     | Sacks  | Sacks |  | Fumbles | Fumbles |
| Année               | Équipe              | MJ | Tentées              | Réussies             | Pct.                 | Yards                | TD                   | Int.                 | Éval.                | Tentées              | Yards                | Moy.                 | TD                   | Nb.     | Yards   | Nb. | Perdus |       |  |         |         |
| 2018                | Ravens de Baltimore | 1  | 029                  | 014                  | 48,3                 | 0 194                | 2                    | 1                    | 78,8                 | 09                   | 054                  | 6,0                  | 0                    | 07      | 055     | 3   | 1      |       |  |         |         |
| 2019                | Ravens de Baltimore | 1  | 059                  | 031                  | 52,5                 | 0 365                | 1                    | 2                    | 63,2                 | 20                   | 143                  | 7,2                  | 0                    | 04      | 020     | 1   | 1      |       |  |         |         |
| 2020                | Ravens de Baltimore | 2  | 048                  | 031                  | 64,6                 | 0 341                | 0                    | 2                    | 68,1                 | 25                   | 170                  | 6,8                  | 1                    | 08      | 038     | 1   | 0      |       |  |         |         |
| 2022                | Ravens de Baltimore | 0  | Blessé, n'a pas joué | Blessé, n'a pas joué | Blessé, n'a pas joué | Blessé, n'a pas joué | Blessé, n'a pas joué | Blessé, n'a pas joué | Blessé, n'a pas joué | Blessé, n'a pas joué | Blessé, n'a pas joué | Blessé, n'a pas joué | Blessé, n'a pas joué | -       | -       | -   | -      |       |  |         |         |
| 2023                | Ravens de Baltimore | 2  | 059                  | 036                  | 61,0                 | 0 424                | 3                    | 1                    | 92,8                 | 19                   | 154                  | 8,1                  | 2                    | 07      | 046     | 1   | 1      |       |  |         |         |
| Totaux Playoffs NFL | Totaux Playoffs NFL | 6  | 195                  | 112                  | 57,4                 | 1 324                | 6                    | 6                    | 75,7                 | 73                   | 521                  | 7,1                  | 3                    | 26      | 159     | 6   | 3      |       |  |         |         |

## Trophées et récompenses

### NCAA
- 2015 :
  - Joueur de l'année par Sporting News.
- 2016 :
  - Vainqueur Trophée Heisman ;
  - Vainqueur Maxwell Award ;
  - Vainqueur Walter Camp Award ;
  - Joueur de l'année par Associated Press ;
  - Joueur de l'année de l'Atlantic Coast Conference ;
  - Joueur offensif de l'année de l'Atlantic Coast Conference ;
  - Sélectionné dans la 1re équipe-type All-American ;
  - Sélectionné dans la 1re équipe-type de l'Atlantic Coast Conference.
- 2017 :
  - Joueur de l'année de l'Atlantic Coast Conference ;
  - Joueur offensif de l'année de l'Atlantic Coast Conference ;
  - Sélectionné dans la 1re équipe-type de l'Atlantic Coast Conference.
- 2018 :
  - Athlète masculin de l'année de l'Atlantic Coast Conference (tous les sports).

### NFL
- 2023 :
  - Meilleur joueur (MVP) de la saison NFL 2023 ;
  - Meilleur joueur offensif de l'AFC lors des semaines 7 et 17[53],[54] ;
  - Meilleur joueur offensif de l'AFC pour le mois de décembre[55] ;
  - Sélectionné pour le Pro Bowl ;
  - Sélectionné dans l'équipe type All-Pro[56] ;
  - Classé 72e dans le Top 100 des joueurs de la NFL[57].
- 2022 :
  - Classé 36e dans le Top 100 des joueurs de la NFL[58].
- 2021 :
  - Classé 24e dans le Top 100 des joueurs de la NFL[59].
- 2020 :
  - Classé 1er du Top 100 des joueurs de la NFL[60].
- 2019 :
  - Meilleur joueur (MVP) de la saison NFL 2019[61] ;
  - Meilleur joueur offensif de l'AFC lors des semaines 1, 9, 10, 12 et 15 de la saison 2019 (Offensive Player of the Week)[62],[63] ;
  - Meilleur joueur offensif de l'AFC pour le mois de novembre 2019 (Offensive Player of the Month)[64] ;
  - Sélectionné pour le Pro Bowl 2020[65] ;
  - Désigné meilleur joueur offensif du Pro Bowl 2020 (MVP) ;
  - Sélectionné dans l'équipe type All-Pro au terme de la saison 2019 (2019 All-Pro Team)[66] ;
  - Meilleur joueur de l'année par FedEx ;
  - Meilleur joueur offensif de la saison 2019 par Sporting News (Offensive Player of the Year)[67].
- 2018 :
  - Meilleur joueur offensif débutant du mois de décembre 2018 de la NFL (NFL Offensive Rookie of the Month) ;
  - Meilleur joueur offensif du mois de décembre 2018 de l'AFC (AFL Offensive Player of the Month).